# William Dorsey Swann
William Dorsey Swann (v.1858) est un militant américain pour les droits des personnes LGBT. Né esclave, il est la première personne aux États-Unis à diriger un groupe de résistance queer et la première personne connue à s'identifier comme « queen of drag ». 

## Vie et militantisme
William Dorsey Swann naît esclave, à Hancock, dans le Maryland. Il est libéré par des soldats de l'Union après l'entrée en vigueur de la Proclamation d'émancipation . 
Pendant les années 1880 et 1890, il organise une série de bals à Washington, DC. Il s'auto-proclame queen of drag. Des hommes, anciens esclaves, forment le plus gros des participants de ces bals. Ils portent à ces occasions des robes de satin et de soie. Parce que ces rassemblement sont secrets, les invitations sont partagées en silence dans des lieux comme le YMCA. 
Plusieurs descentes de police lors de ces bals donnent lieu à l'arrestation de William Dorsey Swann, notamment dans le premier cas documenté d'arrestations pour travestissement aux États-Unis, le 12 avril 1888,. En 1896, il est faussement reconnu coupable et condamné à 10 mois de prison pour "avoir tenu une 'maison désordonnée'", litote signifiant maison close,. Après sa condamnation, il cherche à obtenir le pardon présidentiel auprès de Grover Cleveland. Sa demande n'aboutit pas, mais devient le premier geste juridique et politique de défense du droit de la communauté LGBTQ à se réunir à laisser des traces archivistiques, faisant de lui un pionnier. 
William Dorsey Swann est proche de Pierce Lafayette et Felix Hall, qui ont formé la première relation masculine homosexuelle connue entre Américains réduits en esclavage. 
Après qu'il cesse d'organiser et de participer à des bals drag, son frère continue de fabriquer des vêtements pour la communauté qui les tient. Deux de ses autres frères participent eux aussi activement aux événements organisés par William Dorsey Swann. 

## Postérité
William Dorsey Swann est le sujet de l'essai The House of Swann : where slaves became queens de Channing Joseph, paru en  2021.